# 百恵クライマックス
『百恵クライマックス』（ももえクライマックス）は、山口百恵のベスト・アルバム。1994年12月1日にソニー・ミュージックエンタテインメント（後のソニー・ミュージックレーベルズ）より発売された。

## 解説
- カラオケなどのリクエストが多い10曲を選曲し、そのオリジナルカラオケも収録した2枚組ベスト・アルバム。
- 当時のディレクター川瀬泰雄による、カラオケ歌唱の解説付き。
- CDグラフィックス対応。

## 収録曲

### Disc-1
1. いい日旅立ち
2. プレイバックPart2
3. 横須賀ストーリー
4. 秋桜
5. ひと夏の経験
6. 曼珠沙華
7. 愛染橋
8. 惜春通り
9. イミテイション・ゴールド
10. 一恵

### Disc-2
- Disc-1と同一曲のオリジナルカラオケを収録